# Bateria (wojsko)

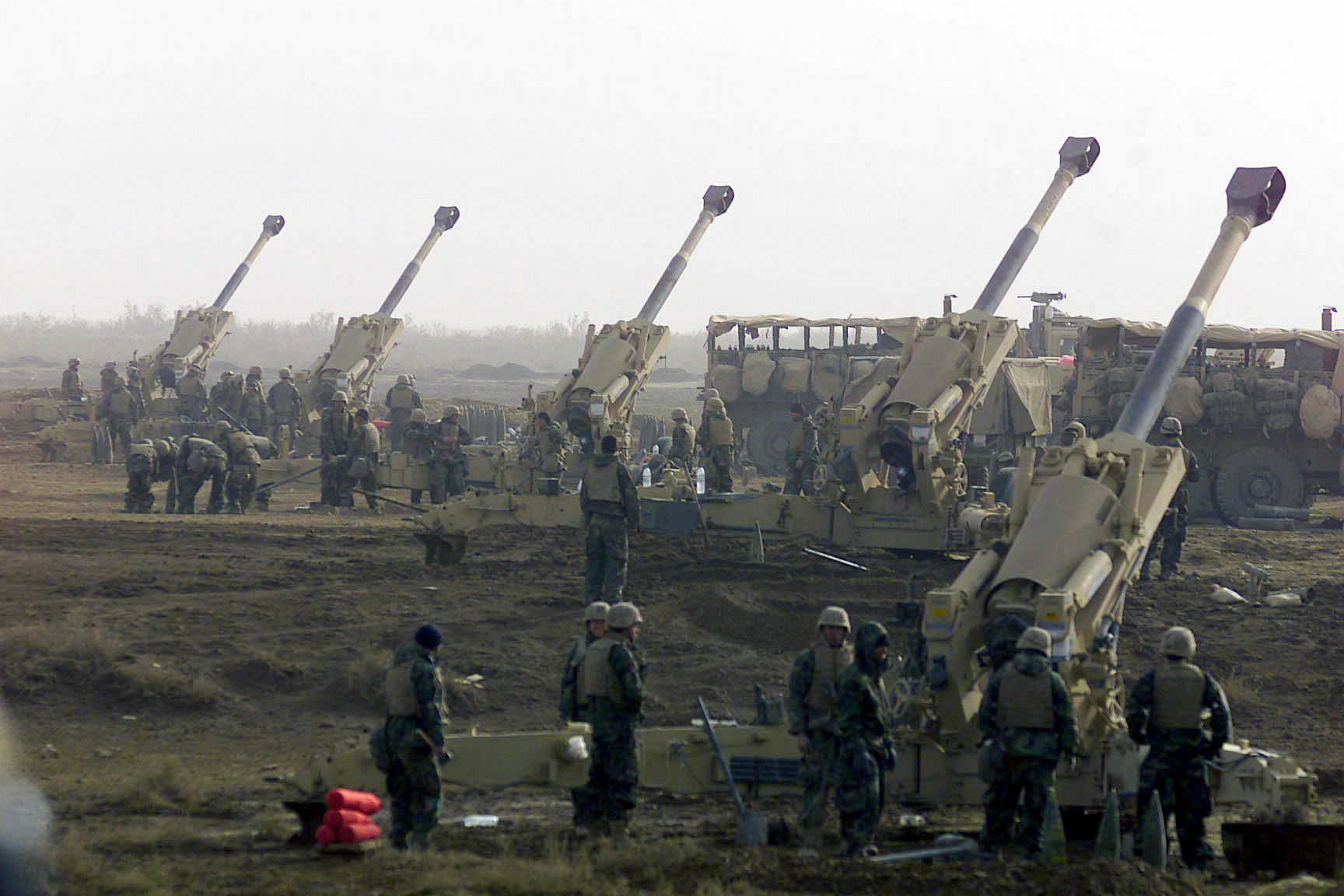
Bateria haubic holowanych M198

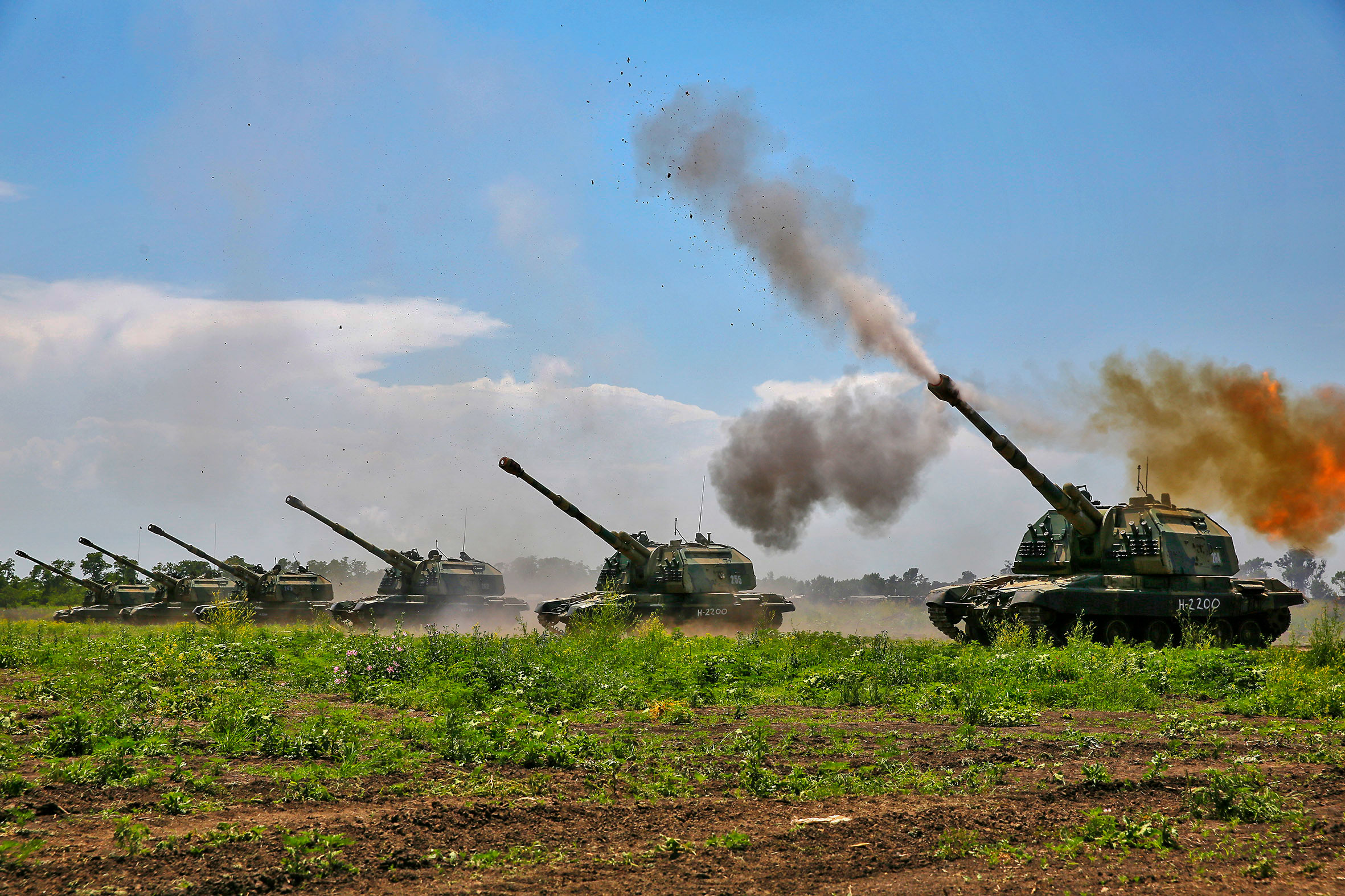
Bateria armatohaubic samobieżnych 2S19 Msta-S

Bateria – pojęcie używane w siłach zbrojnych państw w różnych kontekstach:
1. pododdział będący zazwyczaj częścią składową dywizjonu lub pułku artylerii (np. bateria artylerii, bateria artylerii przeciwlotniczej, bateria moździerzy) lub rakiet (bateria rakietowa). Jest ona uzbrojona w działa samobieżne, holowane lub wyrzutnie rakiet. Składa się zwykle z pododdziału dowodzenia i plutonów ogniowych. Rozmieszcza się ją na jednym stanowisku ogniowym (stanowisku startowym) lub plutonami, niekiedy nawet poszczególnymi działonami. Może wykonywać jedno lub więcej zadań ogniowych – zależnie od liczby dział (wyrzutni) i rodzaju amunicji (konwencjonalna, jądrowa). Może strzelać z zakrytych (ogniem pośrednim) lub odkrytych (ogniem na wprost) stanowisk ogniowych;
2. pododdział dowodzenia (bateria dowodzenia), rozpoznania (np. bateria radiotechniczna, bateria rozpoznania dźwiękowego) lub obsługi w dywizjonie lub pułku artylerii;
3. artyleryjski pododdział ogniowy w batalionie lub pułku ogólnowojskowym (np. czołgów lub wojsk zmechanizowanych) pełniący w nim rolę np. osłony przeciwlotniczej;
4. organizacyjny pododdział artyleryjskiego działu okrętowego.

## Rodzaje baterii
- bateria dowodzenia
- bateria dyżurna
- bateria pływająca
- bateria podręczna
- bateria przeciwlotnicza
- bateria rozpoznania artyleryjskiego
- bateria rozpoznania dźwiękowego
- bateria topograficzna
- bateria wędrowna